# The Babysitter (película de 2017)
The Babysitter (conocida en España por su nombre original y en Hispanoamérica como La niñera) es una película adolescente estadounidense de comedia de terror producida y dirigida por Joseph McGinty Nichol y escrita por Brian Duffield. La película está protagonizada por Samara Weaving, Judah Lewis, Hana Mae Lee, Robbie Amell y Bella Thorne. Fue lanzada por Netflix el 13 de octubre de 2017 y recibió criticas generalmente positivas.

## Argumento
Cole Johnson, un chico de doce años, es intimidado por su vecino Jeremy, pero su niñera Bee lo defiende y asusta a Jeremy. Al día siguiente, cuando sus padres salen a pasar la noche en un hotel, Bee y Cole pasan tiempo de calidad juntos hasta que se va a la cama. Cole se siente alentado por un mensaje de texto de su vecina y mejor amiga Melanie,para ir a ver lo que Bee hace cuando se va a dormir. Para su sorpresa, él ve como Bee y varios de sus amigos: Max, John, Allison, Sonya y Samuel, están jugando al juego de "verdad o reto" haciendo girar una botella. Sin embargo, cuando Bee besa a Samuel, saca dos dagas de su espalda y lo apuñala en el cráneo. Los otros recogen la sangre de Samuel, revelándose ser miembros de un culto demoníaco. Cole se apresura a su habitación, donde llama al 911 y encuentra una navaja de bolsillo. Cuando Bee y los miembros de la secta entran en su habitación para extraer una muestra de sangre de Cole, el pretende estar dormido. Después de que se van, intenta escapar por la ventana, pero Bee se queda en la habitación, y Cole se desmaya debido al cansancio y a la pérdida de sangre.
Bee y su culto interrogan a Cole, mientras rechazan sus preguntas diciendo que era un proyecto de ciencia. Cuando llegan los policías, Max mata a uno con un atizador, pero el policía accidentalmente le dispara a Allison en el pecho, mientras que Bee y Max matan al otro policía. Bee obliga a Cole a darles el código de la policía para cancelar la llegada de los otros policías. Mientras Allison se queja del disparo, Cole se apresura a subir las escaleras; John lo persigue, pero es empujado sobre la barandilla, aterrizando en un trofeo que empala su cuello.
Cole escapa por la ventana de su habitación y se esconde en el espacio debajo de su casa. Aunque Sonya lo encuentra, él la atrapa en el sótano y luego enciende un cohete de fuegos artificiales y repelente de insectos para hacerla explotar. Después de mostrar aprecio por el ingenio de Cole, Max persigue a Cole por la vieja casa en el árbol; al final muere ahorcado al caer del árbol y ahorcarse con la cuerda del columpio. Cole escapa a la casa de Melanie, pero Bee lo sigue. Mientras se esconde en una habitación, Cole se disculpa con Melanie por la situación y le asegura que se encargará de todo. Él le pide a Melanie que llame a la policía, luego ella besa a Cole antes de que   se vaya.
Cole regresa a su casa para encontrar a Allison, quien trata de matar a Cole con un cuchillo de cocina; en lugar de eso, Bee le dispara en la cabeza a Allison con una escopeta. Bee le explica a Cole que cuando era joven, hizo un trato con el Diablo para obtener lo que quisiera sacrificando personas inocentes y derramando su sangre en el libro antiguo mientras recita sus versos. Aunque ella quiere que él se una a su causa, Cole se niega y quema el libro de hechizos. Cole se apresura a la casa de Melanie para tomar el auto de su padre, y lo conduce directamente hacia su casa mientras Bee está en la sala de estar. Después de estrellarse contra ella, tienen una última despedida emocional antes de que Cole salga de entre los restos. Cuando llega la policía y el equipo de emergencia, Cole les dice a sus padres que ya no necesita una niñera. 
En la escena poscréditos, un bombero que pasa por la casa de Cole, es atacado por Bee.

## Elenco y personajes
- Judah Lewis como Cole, un niño de 12 años cuyos padres todavía contratan a una niñera cuando salen.[1]
- Samara Weaving como Bee, la atractiva niñera de Cole, que en secreto es parte de una secta satanica.[2]
- Robbie Amell como Max, amigo deportista de Bee que es parte de su culto.[3]
- Bella Thorne como Allison, amiga animadora de Bee, que es parte de su culto.[4]
- King Bach como John, amigo de Bee y parte de su culto.[5]
- Hana Mae Lee como Sonya, amiga gótica de Bee y parte de su culto.[6]
- Emily Alyn Lind como Melanie, vecina y amiga de Cole que secretamente está enamorada de él. Ella lo alienta a espiar a Bee.[7]
- Leslie Bibb como Phyllis, la madre de Cole.
- Ken Marino como Archie, el padre de Cole.
- Chris Wylde como Juan, el padre de Melanie y vecino de Cole, que quiere más a su auto que a su hija y frecuenta muchas prostitutas.

## Producción
El 24 de noviembre de 2014, se anunció que el guion de Brian Duffield fue comprado por la productora de Joseph McGinty Nichol, Wonderland Sound and Vision, y que McGinty Nichol y Mary Viola iban a producir la película. El guion más tarde apareció entre la lista negra de 2014 de los mejores guiones inéditos. El 10 de septiembre de 2015, McGinty Nichol se adjuntó para dirigir la película de New Line Cinema, mientras que Wonderland co-financiaría la película junto con Boies / Schiller Film Group.
La fotografía Principal de la película comenzó el 27 de octubre de 2015 en Los Ángeles.